# Сант'Анђело (Вибо Валенција)
Сант'Анђело (итал. Sant'Angelo) је насеље у Италији у округу Вибо Валенција, региону Калабрија.
Према процени из 2011. у насељу је живело 287 становника. Насеље се налази на надморској висини од 268 м.